# Trudoliubivka, Bar
Trudoliubivka (în ucraineană Трудолюбівка) este un sat în comuna Mateikiv din raionul Bar, regiunea Vinnița, Ucraina.

## Demografie
Componența lingvistică a localității Trudoliubivka
     Ucraineană (99,6%)
     Alte limbi (0,4%)
Conform recensământului din 2001, majoritatea populației localității Trudoliubivka era vorbitoare de ucraineană (99,6%), existând în minoritate și vorbitori de alte limbi.